# 岡山県道399号金甲山線
岡山県道399号金甲山線（おかやまけんどう399ごう きんこうざんせん）は、岡山県玉野市から岡山市南区に至る一般県道である。

## 概要
金甲山と岡山市南区飽浦（あくら）を結ぶ。
途中の金甲山登山口交差点（岡山県道217号飽浦東児線との分岐点）から金甲山山頂までの区間は、NHK岡山放送局とRSK山陽放送が金甲山山頂にテレビ送信所を建設するのに伴い、山頂へのアクセス道路として岡山県が建設した道路である。
道路は片側1車線が確保されており、山頂まで問題なく行くことができる。路面にはローリング族のタイヤ痕が多数あり、カーブには暴走族対策の鋲や中央線の盛り上げ処理がなされている場所もある。

### 路線データ
- 起点：玉野市八浜町見石（金甲山山頂）
- 終点：岡山市南区飽浦（飽浦交差点、岡山県道45号岡山玉野線交点、岡山県道74号倉敷飽浦線終点）
- 総延長：7.2 km

## 歴史
- 1972年（昭和47年）
  - 3月21日 - 岡山県告示第263号により認定される。
  - 秋頃 - 現行の県道番号に変更される。

## 地理

### 通過する自治体
- 玉野市
- 岡山市（南区）

### 交差する道路
| 交差する道路                                  | 交差する場所 | 交差する場所      |
| --------------------------------------------- | ------------ | ----------------- |
| 岡山県道217号飽浦東児線                       | 飽浦         |                   |
| 岡山県道463号長谷小串線                       | 飽浦         |                   |
| 岡山県道45号岡山玉野線 岡山県道74号倉敷飽浦線 | 飽浦         | 飽浦交差点 / 終点 |

### 沿線
- 金甲山
- 岡山市立甲浦小学校
- 岡山市立光南台中学校